# 托乌力亚河
托乌力亚河，位于中华人民共和国新疆维吾尔自治区阿克苏地区柯坪县境内的一条季节性河流，发源自萨尔干湿地（盆地），自西南向东北流，穿行在南为柯坪山、北为喀拉塔格山之间的宽谷（又称阔克库勒－柯坪谷地），经盖孜力克镇库木也尔村后又称托格腊亚尔河，库木也尔以上河段平时均为干河床。干流最终于柯坪县城柯坪镇东南约6.5千米处汇入柯坪河。河流全长86千米。